# Campeonato Asiático de Clubes de Voleibol Masculino de 2022
O Campeonato Asiático de Clubes de Voleibol Masculino de 2022 foi a 22ª edição deste torneio organizado anualmente pela Confederação Asiática de Voleibol (AVC), disputado entre os dias 14 e 20 de maio na cidade de Teerã, no Irã.
O Paykan Tehran – clube anfitrião do torneio – conquistou seu oitavo título continental ao derrotar na final o Suntory Sunbirds do Japão. Pela disputa do terceiro lugar, o Shahdab Yazd, também do Irã, venceu a disputa contra o Taraz Volley, do Cazaquistão. O levantador iraniano Saeid Marouf foi eleito o melhor jogador da competição.

## Formato de disputa
O torneio foi divido na fase classificatória e na fase final. A fase classificatória foi disputada em turno único, com todas as equipes se enfrentando dentro de seu grupo. Na fase final, as equipes melhores classificadas enfrentaram o quarto classificado do outro grupo e o segundo colocado contra o terceiro classificado.
As quatro equipes vencedoras avançaram para as semifinais, enquanto as perdedoras foram disputar a rodada de classificação do 5º ao 8º lugar.

### Critérios de desempate
1. Número de vitórias
2. Número de pontos
3. Razão de sets
4. Razão de pontos

- Partida com resultado final 3–0 ou 3–1: 3 pontos para o vencedor e 0 pontos para o perdedor.
- Partida com resultado final 3–2: 2 pontos para o vencedor e 1 ponto para o perdedor.

## Equipes participantes
As seguintes equipes foram selecionadas a competir o torneio:
| Grupo        | Equipe               | País                                   | Qualificação                                |
| A            |                      |                                        |                                             |
| ------------ | -------------------- | -------------------------------------- | ------------------------------------------- |
| A            | Paykan Tehran        | Irão                                   | Vice-campeão da Super Liga Iraniana 2021-22 |
| A            | Suntory Sunbirds     | Japão                                  | Campeão da V.Premier League de 2020-21      |
| A            | Nakhon Ratchasima VC | Tailândia                              | Campeão da Liga da Tailândia de 2020-21     |
| A            | South Gas            | Iraque                                 |                                             |
| B            |                      |                                        |                                             |
| Shahdab Yazd | Irão                 | Campeão Super Liga Iraniana de 2021-22 |                                             |
| Al-Rayyan    | Catar                | Campeão da Liga do Catar de 2021-22    |                                             |
| Erbil SC     | Iraque               |                                        |                                             |
| Taraz Volley | Cazaquistão          |                                        |                                             |

## Local das partidas
| Teerã, Irã           |
| Azadi Indoor Stadium |
| -------------------- |
|                      |
| Capacidade: 12 000   |

## Fase classificatória

### Grupo A
|     |                      |     | Jogos | Jogos | Jogos | Pontos | Pontos | Pontos | Sets | Sets | Sets  |
| Pos | Equipe               | Pts | T     | V     | D     | V      | P      | R      | V    | P    | R     |
| --- | -------------------- | --- | ----- | ----- | ----- | ------ | ------ | ------ | ---- | ---- | ----- |
| 1   | Paykan Tehran        | 9   | 3     | 3     | 0     | 270    | 208    | 1.298  | 9    | 2    | 4.500 |
| 2   | Suntory Sunbirds     | 6   | 3     | 2     | 1     | 234    | 214    | 1.093  | 0    | 0    | MAX   |
| 3   | Nakhon Ratchasima VC | 3   | 3     | 1     | 2     | 232    | 259    | 0.896  | 0    | 0    | MAX   |
| 4   | South Gas            | 0   | 3     | 0     | 3     | 192    | 247    | 0.777  | 0    | 0    | MAX   |

Resultados
- Todas as partidas seguem o horário local.

| Data   | Hora  |                      | Placar |                      | Set 1 | Set 2 | Set 3 | Set 4 | Set 5 | Total | Relatório |
| ------ | ----- | -------------------- | ------ | -------------------- | ----- | ----- | ----- | ----- | ----- | ----- | --------- |
| 14 mai | 10:00 | Suntory Sunbirds     | 3–0    | Nakhon Ratchasima VC | 25–19 | 25–21 | 25–16 |       |       | 75–56 | Relatório |
| 14 mai | 16:00 | Paykan Tehran        | 3–0    | South Gas            | 25–14 | 25–17 | 25–14 |       |       | 75–45 | Relatório |
| 15 mai | 10:00 | Nakhon Ratchasima VC | 3–1    | South Gas            | 22–25 | 25–17 | 25–22 | 25–22 |       | 97–86 | Relatório |
| 15 mai | 16:00 | Suntory Sunbirds     | 1–3    | Paykan Tehran        | 25–22 | 19–25 | 19–25 | 21–25 |       | 84–97 | Relatório |
| 16 mai | 10:00 | South Gas            | 0–3    | Suntory Sunbirds     | 17–25 | 23–25 | 21–25 |       |       | 61–75 | Relatório |
| 16 mai | 16:00 | Paykan Tehran        | 3–1    | Nakhon Ratchasima VC | 25–23 | 23–25 | 25–18 | 25–13 |       | 98–79 | Relatório |

### Grupo B
|     |              |     | Jogos | Jogos | Jogos | Pontos | Pontos | Pontos | Sets | Sets | Sets  |
| Pos | Equipe       | Pts | T     | V     | D     | V      | P      | R      | V    | P    | R     |
| --- | ------------ | --- | ----- | ----- | ----- | ------ | ------ | ------ | ---- | ---- | ----- |
| 1   | Shahdab Yazd | 9   | 3     | 3     | 0     | 247    | 184    | 1.342  | 9    | 1    | 9,000 |
| 2   | Taraz Volley | 5   | 3     | 2     | 1     | 263    | 239    | 1.100  | 7    | 5    | 1.400 |
| 3   | Al-Rayyan    | 4   | 3     | 1     | 2     | 245    | 261    | 0.939  | 5    | 7    | 0.714 |
| 4   | Erbil SC     | 0   | 3     | 0     | 3     | 175    | 246    | 0.711  | 9    | 1    | 9,000 |

Resultados
- Todas as partidas em horário local.

| Data   | Hora  |              | Placar |              | Set 1 | Set 2 | Set 3 | Set 4 | Set 5 | Total  | Relatório |
| ------ | ----- | ------------ | ------ | ------------ | ----- | ----- | ----- | ----- | ----- | ------ | --------- |
| 14 mai | 13:00 | Al-Rayyan    | 2–3    | Taraz Volley | 25–23 | 15–25 | 23–25 | 25–21 | 10–15 | 98–109 | Relatório |
| 14 mai | 19:00 | Shahdab Yazd | 3–0    | Erbil SC     | 25–16 | 25–18 | 25–20 |       |       | 75–54  | Relatório |
| 15 mai | 13:00 | Taraz Volley | 3–0    | Erbil SC     | 25–13 | 25–20 | 25–11 |       |       | 75–44  | Relatório |
| 15 mai | 19:00 | Al-Rayyan    | 0–3    | Shahdab Yazd | 20–25 | 17–25 | 14–25 |       |       | 51–75  | Relatório |
| 16 mai | 13:00 | Erbil SC     | 1–3    | Al-Rayyan    | 25–21 | 14–25 | 21–25 | 17–25 |       | 77–96  | Relatório |
| 16 mai | 19:00 | Shahdab Yazd | 3–1    | Taraz Volley | 25–16 | 25–21 | 22–25 | 25–17 |       | 97–79  | Relatório |

## Fase final
|  | Quartas de final     | Quartas de final |                  |   | Semifinais     | Semifinais     |  |  | Final | Final |
|  |                      |                  |                  |   |                |                |  |  |       |       |
|  |                      |                  |                  |   |                |                |  |  |       |       |
|  |                      |                  |                  |   |                |                |  |  |       |       |
|  | Paykan Tehran        | 3                |                  |   |                |                |  |  |       |       |
|  | Paykan Tehran        | 3                |                  |   |                |                |  |  |       |       |
|  | Erbil SC             | 0                |                  |   |                |                |  |  |       |       |
|  | Erbil SC             | 0                | Paykan Tehran    | 3 |                |                |  |  |       |       |
|  |                      |                  | Paykan Tehran    | 3 |                |                |  |  |       |       |
|  |                      | Taraz Volley     | 1                |   |                |                |  |  |       |       |
|  | Taraz Volley         | Taraz Volley     | 1                | 3 |                |                |  |  |       |       |
|  | Taraz Volley         |                  |                  | 3 |                |                |  |  |       |       |
|  | Nakhon Ratchasima VC | 1                |                  |   |                |                |  |  |       |       |
|  | Nakhon Ratchasima VC | 1                | Paykan Tehran    | 3 |                |                |  |  |       |       |
|  |                      |                  | Paykan Tehran    | 3 |                |                |  |  |       |       |
|  |                      | Suntory Sunbirds | 2                |   |                |                |  |  |       |       |
|  | Suntory Sunbirds     | Suntory Sunbirds | 2                | 3 |                |                |  |  |       |       |
|  | Suntory Sunbirds     |                  |                  | 3 |                |                |  |  |       |       |
|  | Al-Rayyan            | 0                |                  |   |                |                |  |  |       |       |
|  | Al-Rayyan            | 0                | Suntory Sunbirds | 3 |                |                |  |  |       |       |
|  |                      |                  | Suntory Sunbirds | 3 |                |                |  |  |       |       |
|  |                      | Shahdab Yazd     | 1                |   | Terceiro lugar | Terceiro lugar |  |  |       |       |
|  | Shahdab Yazd         | Shahdab Yazd     | 1                | 3 | Terceiro lugar | Terceiro lugar |  |  |       |       |
|  | Shahdab Yazd         |                  |                  | 3 |                |                |  |  |       |       |
|  | South Gas            | 0                |                  |   |                |                |  |  |       |       |
|  | South Gas            | 0                | Taraz Volley     | 0 |                |                |  |  |       |       |
|  |                      |                  |                  |   |                |                |  |  |       |       |
|  | Shahdab Yazd         | 3                |                  |   |                |                |  |  |       |       |
|  | Shahdab Yazd         | 3                |                  |   |                |                |  |  |       |       |

|  | 5º – 8º lugar        | 5º – 8º lugar |                      |   | Quinto lugar | Quinto lugar |
|  |                      |               |                      |   |              |              |
|  |                      |               |                      |   |              |              |
|  |                      |               |                      |   |              |              |
|  | Erbil SC             | 1             |                      |   |              |              |
|  | Erbil SC             | 1             |                      |   |              |              |
|  | Nakhon Ratchasima VC | 3             |                      |   |              |              |
|  | Nakhon Ratchasima VC | 3             | Nakhon Ratchasima VC | 1 |              |              |
|  |                      |               | Nakhon Ratchasima VC | 1 |              |              |
|  |                      | Al-Rayyan     | 3                    |   |              |              |
|  | Al-Rayyan            | Al-Rayyan     | 3                    | 3 |              |              |
|  | Al-Rayyan            |               |                      | 3 |              |              |
|  | South Gas            | 1             |                      |   |              |              |
|  | South Gas            | 1             | Sétimo lugar         |   |              |              |
|  |                      |               |                      |   |              |              |
|  |                      |               |                      |   |              |              |
|  |                      |               |                      |   |              |              |
|  | Erbil SC             | 2             |                      |   |              |              |
|  | Erbil SC             | 2             |                      |   |              |              |
|  | South Gas            | 3             |                      |   |              |              |

### Quartas de final
| Data   | Hora  |                  | Placar |                      | Set 1 | Set 2 | Set 3 | Set 4 | Set 5 | Total | Relatório |
| ------ | ----- | ---------------- | ------ | -------------------- | ----- | ----- | ----- | ----- | ----- | ----- | --------- |
| 18 mai | 10:00 | Taraz Volley     | 3–1    | Nakhon Ratchasima VC | 25–15 | 22–25 | 25–17 | 25–18 |       | 97–75 | Relatório |
| 18 mai | 13:00 | Suntory Sunbirds | 3–0    | Al-Rayyan            | 25–20 | 25–20 | 25–22 |       |       | 75–62 | Relatório |
| 18 mai | 16:00 | Paykan Tehran    | 3–0    | Erbil SC             | 25–13 | 25–19 | 25–14 |       |       | 75–46 | Relatório |
| 18 mai | 19:00 | Shahdab Yazd     | 3–0    | South Gas            | 25–22 | 25–19 | 25–18 |       |       | 75–59 | Relatório |

### 5º – 8º lugar
| Data   | Hora  |           | Placar |                      | Set 1 | Set 2 | Set 3 | Set 4 | Set 5 | Total | Relatório |
| ------ | ----- | --------- | ------ | -------------------- | ----- | ----- | ----- | ----- | ----- | ----- | --------- |
| 19 mai | 10:00 | Erbil SC  | 1–3    | Nakhon Ratchasima VC | 17–25 | 13–25 | 25–22 | 18–25 |       | 73–97 | Relatório |
| 19 mai | 13:00 | Al-Rayyan | 3–1    | South Gas            | 25–17 | 22–25 | 25–20 | 25–20 |       | 97–82 | Relatório |

### Semifinais
| Data   | Hora  |                  | Placar |              | Set 1 | Set 2 | Set 3 | Set 4 | Set 5 | Total  | Relatório |
| ------ | ----- | ---------------- | ------ | ------------ | ----- | ----- | ----- | ----- | ----- | ------ | --------- |
| 19 mai | 16:00 | Paykan Tehran    | 3–1    | Taraz Volley | 34–36 | 25–17 | 25–21 | 25–17 |       | 109–91 | Relatório |
| 19 mai | 19:00 | Suntory Sunbirds | 3–1    | Shahdab Yazd | 22–25 | 25–22 | 25–20 | 25–21 |       | 97–88  | Relatório |

### Sétimo lugar
| Data   | Hora  |          | Placar |           | Set 1 | Set 2 | Set 3 | Set 4 | Set 5 | Total   | Relatório |
| ------ | ----- | -------- | ------ | --------- | ----- | ----- | ----- | ----- | ----- | ------- | --------- |
| 20 mai | 09:30 | Erbil SC | 2–3    | South Gas | 25–17 | 16–25 | 22–25 | 25–20 | 12–15 | 100–102 | Relatório |

### Quinto lugar
| Data   | Hora  |                      | Placar |           | Set 1 | Set 2 | Set 3 | Set 4 | Set 5 | Total | Relatório |
| ------ | ----- | -------------------- | ------ | --------- | ----- | ----- | ----- | ----- | ----- | ----- | --------- |
| 20 mai | 12:30 | Nakhon Ratchasima VC | 1–3    | Al-Rayyan | 25–23 | 16–25 | 20–25 | 18–25 |       | 79–98 | Relatório |

### Terceiro lugar
| Data   | Hora  |              | Placar |              | Set 1 | Set 2 | Set 3 | Set 4 | Set 5 | Total | Relatório |
| ------ | ----- | ------------ | ------ | ------------ | ----- | ----- | ----- | ----- | ----- | ----- | --------- |
| 20 mai | 15:30 | Taraz Volley | 0–3    | Shahdab Yazd | 20–25 | 15–25 | 22–25 |       |       | 57–75 | Relatório |

### Final
| Data   | Hora  |               | Placar |                  | Set 1 | Set 2 | Set 3 | Set 4 | Set 5 | Total  | Relatório |
| ------ | ----- | ------------- | ------ | ---------------- | ----- | ----- | ----- | ----- | ----- | ------ | --------- |
| 20 mai | 18:30 | Paykan Tehran | 3–2    | Suntory Sunbirds | 21–25 | 26–28 | 25–13 | 25–20 | 15–12 | 112–98 | Relatório |

## Classificação final
| Posição | Equipe               |
| ------- | -------------------- |
| 1       | Paykan Tehran        |
| 2       | Suntory Sunbirds     |
| 3       | Shahdab Yazd         |
| 4       | Taraz Volley         |
| 5       | Al-Rayyan            |
| 6       | Nakhon Ratchasima VC |
| 7       | South Gas            |
| 8       | Erbil SC             |

|  | Equipe classificada para o Campeonato Mundial de Clubes de 2022 |

## Premiações
| Campeonato Asiático de Clubes de 2022 |
| Irã                                   |
| ------------------------------------- |
| Paykan Tehran Campeão (8º título)     |

### Individuais
Os atletas que se destacaram individualmente foramː
| - Most Valuable Player (MVP) Saeid Marouf (PAY) - Melhor Oposto Dmitriy Muserskiy (SUN) - Melhor Levantador Saeid Marouf (PAY) - Melhor Líbero Mohammadreza Moazzen (SHA) | - Melhores Ponteiros Earvin N'Gapeth (PAY) Masahiro Yanagida (SUN) - Melhores Centrais Mohammad Mousavi (PAY) Nodirkhan Kadirkhanov (TAR) |